# كاري ماك
كاري ماك هي كاتبة للأطفال وكاتِبة كندية، ولدت في 25 فبراير 1975.